# Tüsche

Typische Tüsche in Rostock-Warnemünde; Grundstückszuwegung zwischen Fischerhäusern am Alten Strom.

Als Tüsche (von „zwischen“) wird unter anderem im Mecklenburgischen ein schmaler Weg zwischen zwei Häusern bezeichnet. Überlieferungen sprechen davon, dass eine Tüsche so breit sein musste, dass eine Kuh hindurch passt. Tatsächlich sind die noch vorhandenen Tüschen oft nur 70 Zentimeter breit. Befinden sie sich auf Privatgrundstücken, dienen sie meist als Zuwegung zu Hof oder Garten. Weite Verbreitung haben die Tüschen in Warnemünde. Durch die enge Bebauung – zum Beispiel am Alten Strom – ist es oft der einzige Weg auf den Hof des Grundstücks.
Ein weiteres Beispiel für die Verwendung der Tüschen ist die Inselstadt Malchow mit der inselseitigen Bebauung und der Festlandseite. Auch hier findet man heute noch sehr viele Tüschen, die zu Zeiten Malchows als Ackerbürgerstadt insbesondere für den Viehtrieb angelegt wurden.